# Kościół Najświętszego Serca Pana Jezusa i św. Ojca Pio w Grudziądzu
Kościół Najświętszego Serca Pana Jezusa i świętego ojca Pio w Grudziądzu – rzymskokatolicki kościół parafialny należący do parafii pod tym samym wezwaniem (dekanat Grudziądz I diecezji toruńskiej). Znajduje się w dzielnicy Tarpno.
Parafia została erygowana w 1922 roku. Na miejscu obecnej świątyni znajdowała się wcześniej restauracja Concordia, która została przez Kościół zakupiona i przebudowana tak, aby mogła spełniać funkcje sakralne. Kościół ten został w 1945 roku doszczętnie zniszczony, następnie został odbudowany, dzięki wsparciu parafian (i nie tylko) przez ówczesnego księdza proboszcza, Leona Kuchtę. Prace budowlane były prowadzone w latach 1946-1948
Kościół figuruje w gminnej ewidencji zabytków miasta Grudziądz